# Consiglio di Stato Inglese
Il Consiglio di Stato Inglese, più tardi noto come Consiglio Privato del Protettore (in inglese Protector's Privy Council) è stato un organo di governo istituito per volere del Rump Parliament il 14 febbraio 1649 come conseguenza dell'esecuzione di re Carlo I d'Inghilterra avvenuta il 30 gennaio 1649.

Proprio per evitare un vuoto di potere, l'esecuzione del re venne ritardata dal Parlamento di qualche ora affinché la Camera dei Comuni potesse emanare una legge che proclamasse i rappresentanti del popolo, ovvero la stessa Camera dei Comuni, come fonte di tutto il potere; abolendo di fatto la monarchia e la Camera dei Lord.

Il Consiglio di Stato venne eletto dal Parlamento inglese tra il 14 ed il 15 febbraio 1649 come organo esecutivo del governo del paese in sostituzione del re ed il suo Consiglio Privato (Privy Council of England). Il suo compito era stabilire e direzionare la politica interna ed estera ed assicurare la salvaguardia del Commonwealth of England. A causa dei contrasti tra la New Model Army ed il Parlamento ormai reso molto debole, questo organo fu di fatto dominato dall'esercito.

Il Consiglio tenne la sua prima seduta il 17 febbraio 1649 con Oliver Cromwell in qualità di Presidente pro tempore. Il primo Presidente formalmente eletto il 12 marzo 1649 fu il giudice John Bradshaw, il quale era stato Presidente della Corte durante il processo a Carlo I ed il primo della lista a firmare l'atto della sua condanna a morte.

I primi membri del Consiglio furono Basil Feilding, II conte di Denbigh; Edmund Sheffield, II conte di Mulgrave; Philip Herbert, V conte di Pembroke; William Cecil, II conte di Salisbury; Thomas Grey, lord Grey di Groby; Thomas Fairfax, III lord Fairfax di Cameron; John Lisle; Henry Rolle; Oliver Saint John; John Wilde; John Bradshaw; Oliver Cromwell; Philip Skippon; Sir Gilbert Pickering, I baronetto di Titchmarsh; Sir William Masham, I baronetto di High Lever; Arthur Haselrig; James Harington, III baronetto di Ridlington; Henry Vane il Giovane; John Danvers; William Airmine, I baronetto di Osgodby; Henry Mildmay; Sir William Constable, I baronetto di Flamborough; Sir William Pennington; Wilson; Bulstrode Whitelocke; Martin; Edmund Ludlow; Philip Stapleton; William Heveningham; Robert Wallop; John Hutchinson; Denis Bond; Alexander Popham; Valentine Walton; Thomas Scot; William Purefoy e John Jones Maesygarnedd.

Quando il Rump Parliament venne sciolto per volere di Oliver Cromwell dell'Army Council il 20 aprile 1653, il Consiglio perse gran parte delle sue funzioni. Venne ricostituito il 29 aprile ma in forma ristretta, tredici membri, la maggioranza dei quali provenienti dall'esercito. Con il fallimento del Parlamento di Barebone, il Consiglio di Stato Inglese subì un ri-modellamento previsto dall'Instrument of Government, ovvero la Costituzione del Commonwealth of England, che prevedeva la trasformazione di questo organo in qualcosa di molto simile al vecchio "Privy Council" dei sovrani inglesi, con la funzione di consiglio in favore del Lord protettore Oliver Cromwell. La Costituzione prevedeva che il Consiglio fosse composto di trenta membri che avrebbero dovuto essere eletti dal Parlamento su indicazione del Lord Protettore, nella realtà, tuttavia, ciò non accadde di fatto mai e lo stesso Cromwell si affidò ai propri consiglieri e alla New Model Army.

Quando il Rump Parliament venne reintegrato il 7 maggio 1659 la figura del Lord protettore fu di fatto abolita e, di conseguenza, anche il ruolo del Consiglio di Stato ad esso legato perse la sua ragion d'essere. Esso venne formalmente sciolto il 28 maggio 1660 con l'insediamento di re Carlo II d'Inghilterra come nuovo sovrano.